# Adelina Stehle

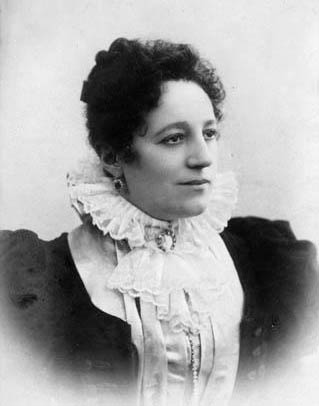
Adelina Stehle, 1890er Jahre

Adelina Stehle (30. Juni 1861 in Graz – 24. Dezember 1945 in Mailand) war eine österreichische Opernsängerin der Stimmlage Sopran. Sie verbrachte nahezu ihr gesamtes Berufsleben und den Lebensabend in Italien und sang fast ausschließlich italienisches Repertoire.
Sie war die erste Nedda und die erste Nannetta.

## Leben und Werk
Die Sängerin, auch Adele genannt, stammte aus einer musikalischen Familie. Der Vater, Franz Stehle (1812–1892), war Militärkapellmeister der k. k. Monarchie, der Bruder Achille wurde ein erfolgreicher Operntenor. Die Mutter, Carolina Buffoli (1827–1916), stammte aus Brescia. Sie kam in jungen Jahren nach Mailand, wohin die Eltern nach der Pensionierung ihres Vaters übersiedelt waren, studierte Gesang am Konservatorium von Mailand und debütierte, noch vor ihrem Abschluss im Dezember, am 19. August 1881 als Amina am neu eröffneten Teatro Carbonetti von Broni in der Lombardei. Am 30. März 1882 übernahm sie die Giulietta in Bellinis I Capuleti e i Montecchi im Teatro Manzoni in Mailand. Am 29. Juli 1882 heiratete sie den Advokaten Carlo Mangiarotti (1843–1919), der aus Broni stammte und den sie dort kennengelernt hatte. Am 27. März des Folgejahres gebar sie einen Sohn, Giuseppe (1883–1970), der später Europameister im Fechten werden sollte. Es folgte einer fünfjährige Unterbrechung der Gesangslaufbahn. Am 22. September 1888 kehrte sie auf die Bühne zurück – als Elisetta in Cimaroas Il matrimonio segreto am Teatro Comunale di Bologna. Sie wurde nach Voghera (Rigoletto) engagiert, nach Mantova (Un ballo in maschera) und sang am Teatro della Pergola von Florenz den Amor in Glucks Orfeo ed Euridice. Auf der Suche nach finanzieller Unabhängigkeit, nachdem sie Ehemann und Sohn verlassen hatte, nahm sie – von Mai 1889 bis Juli 1890 – Verpflichtungen in Chile und Peru an. Gastspiele führten sie weiters nach Venedig, Barcelona und Madrid und sodann direkt an die zwei prestigeträchtigsten Opernhäuser Italiens, 1890 an die Mailänder Scala und 1891 an das Teatro Costanzi in Rom. Während sie ihre Karriere im „leichten Fach“ (als Koloratursopranistin und als lyrische Sopranistin) begann, wandte sie sich zunehmend dramatischeren Partien zu, beispielsweise den Titelpartien in Adriana Lecouvreur und Fedora. Sie reüssierte vorrangig im Verismo und „erlangte Berühmtheit als Interpretin von Puccini-Rollen“, so das ÖBL. An der Scala wurde sie in einer Reihe von prime mondiali (Uraufführungen) besetzt, sang aber auch das klassische Repertoire der damaligen Zeit. Am 21. Mai 1892 übernahm sie im Teatro Dal Verme die Nedda in der Uraufführung von Ruggero Leoncavallos Pagliacci, es dirigierte Arturo Toscanini. Ihre Partner waren Fiorello Giraud als Canio, Victor Maurel als Tonio, Francesco Daddi als Beppe und Mario Ancona als Silvio. Im selben Jahr wurde sie von der Oper in Rio de Janeiro eingeladen, dort die Gilda zu verkörpern. Im Februar 1893 war sie an der Scala als Nannetta in der Uraufführung der letzten Verdi-Oper, des Falstaff, besetzt. Nach 22 Aufführungen in Mailand ging das Ensemble auf Tournee und stellte das Werk in Genua, Rom, Venedig, Triest, Wien und Berlin vor. Die zwei Vorstellungen an der k.k. Hofoper zu Wien waren die einzigen Auftritte der Künstlerin in Österreich. Am 19. Dezember 1893 errang sie im Teatro Mercadante von Neapel als Massenets Manon an der Seite von Edoardo Castellano als Des Grieux einen veritablen „Triumph“, so das Secolo illustrato della domenica. 1894 sang sie in Warschau. Ab 1896 war sie in zweiter Ehe mit dem Tenor Edoardo Garbin (1865–1943) verheiratet, mit dem sie bereits in der Falstaff-Uraufführung drei Jahre zuvor gemeinsam auf der Bühne gestanden war, sie als Nannetta, er als Fenton. 1897 war sie in Sankt Petersburg und Moskau zu sehen und zu hören. 1898 gastierte das Sängerehepaar als Rodolfo und Mimi in La Bohème am Teatro Massimo von Palermo und „führte damit die Oper zu ihrem endgültigen Erfolg“, so die Einschätzung von Kutsch/Riemens. 1902 gastierte sie am Teatro Colón von Buenos Aires, 1903 und 1904 in Odessa. Am 13. Juni 1905 war sie im Pariser Théâtre Sarah Bernhardt in der Oper Chopin von Giacomo Orefice zu sehen und zu hören. Ihre Partner in dieser von Edoardo Sonzogno organisierten Italienischen Stagione waren der Tenor Amedeo Bassi und der Bass Paolo Wulman. Nach ihrem Abschied von der Bühne wurde sie eine anerkannte Gesangslehrerin, eine ihrer Schülerinnen war Giannina Arangi-Lombardi. Den Lebensabend verbrachte sie in der Casa di Riposo per Musicisti in Mailand, dem von Verdi gestifteten Altersheim für Musiker.

## Rollen (Auswahl)

### Uraufführungen
- 1890: Amelia in Clementis La Pellegrina, Teatro Comunale di Bologna (16. November)
- 1891: Adin in Gomes’  Condor, Teatro alla Scala, Mailand (21. Februar)
- 1892: Walter in Catalanis La Wally, Scala, Mailand (20. Januar)
- 1892: Nedda in Leoncavallos Pagliacci, Teatro Dal Verme, Mailand (22. Mai)
- 1893: Nannetta in Verdis Falstaff, Scala, Mailand (9. Februar)
- 1893: Fioretta de’ Gori in Leoncavallos I Medici, Teatro dal Verme, Mailand (9. November)
- 1895: Maria in Mascagnis Guglielmo Ratcliff, Scala, Mailand (16. Februar)
- 1895: Matilde in Mascagnis Silvano, Scala, Mailand (25. März)

### Repertoire
| Bellini: - Giulietta in I Capuleti e i Montecchi - Amina in La sonnambula Cilea: - Titelpartie in Adriana Lecouvreur Cimarosa: - Elisetta in Il matrimonio segreto Giordano: - Titelpartie in Fedora Gounod: - Margherita in Faust Halévy: - Rachel in La Juive Massenet: - Titelpartie in Manon - Infante in Le Cid - Charlotte in Werther |  | Ponchielli: - Titelpartie in La Gioconda Puccini: - Titelpartie in Manon Lescaut - Mimi in La Bohème Rossini: - Rosina in Il barbiere di Siviglia Thomas: - Ophélie in Hamlet Verdi: - Vioetta Valery in La traviata - Gilda in Rigoletto - Oscar und Amelia im Maskenball - Nannetta im Falstaff Wagner: - Elisabeth im Tannhäuser - Elsa im Lohengrin |

### Rollenbild

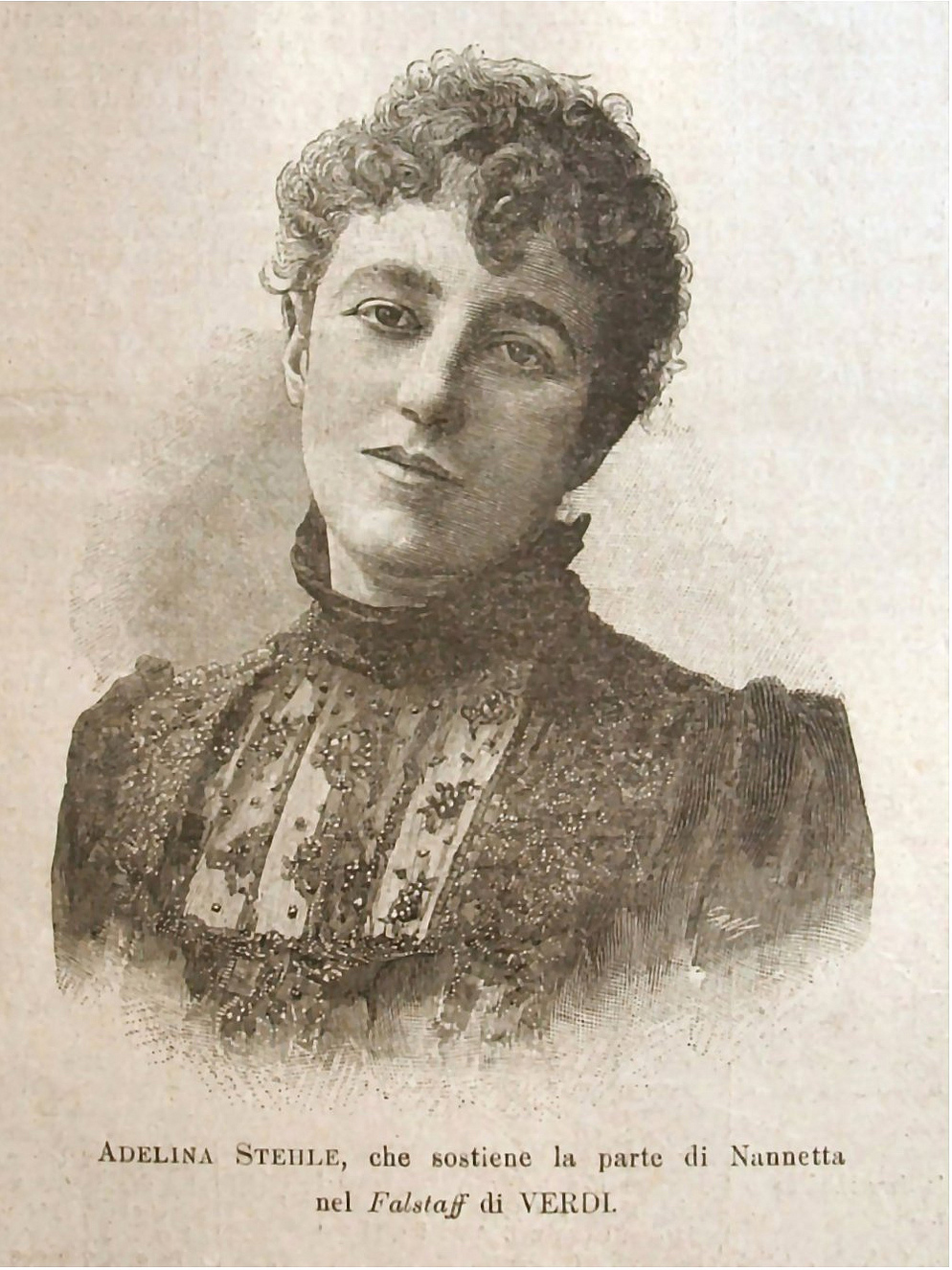
Falstaff

## Tondokumente
Die Fonotipia Company zeichnete 1905 in Mailand mehrere Opernausschnitte mit der Stehle und ihrem Ehemann auf. Veröffentlicht wurden nur zwei Szenen aus La Bohème, ohne Orchester, begleitet von einem Klavier. Beide Tondokumente, so J. B. Steane, zeigen wenig „von ihrer Stimme und ihrer Kunst“. Mutmaßlich falsch datiert, mit 1904, ist das Duett aus Adriana Lecouvreur, welches sie ebenfalls mit Edoardo Garbin, ihrem Ehemann, aufnahm. Es ist ebenso ohne Orchester aufgezeichnet worden.